# Susanne Bickel
Susanne Bickel (* 1960 in Rom) ist eine Schweizer Ägyptologin.

## Leben
Sie studierte von 1979 bis 1984 Ägyptologie, Koptologie und Germanistik in Genf. Sie war Assistentin in Ägyptologie an der Universität Genf (1984–1989). Nach der Promotion an der Universität Genf 1993 mit der Arbeit Les notions de cosmogonie avant le Nouvel Empire dozierte sie als Lehrbeauftragte für Ägyptologie an der Universität Fribourg (2000–2011). Als freie wissenschaftliche Mitarbeiterin arbeitete sie von 1989 bis 1995 am Schweizerischen Institut für ägyptische Bauforschung und Altertumskunde, Kairo. Von 1992 bis 2000 war sie Ägyptologin und Redaktorin am Französischen Archäologischen Institut Kairo (Ifao). Assistentin am Ägyptologischen Seminar der Universität Basel war sie von 2000 bis 2006. Sie war Kuratorin der ägyptischen Sammlung am BIBEL+ORIENT Museum und leitet das SNF-Projekt Life Histories of Theban Tombs und das University of Basel Kings’ Valley Project. Seit Herbst 2006 lehrt sie Extraordinaria für Ägyptologie in Basel und wurde 2015 Professorin für Ägyptologie.
Ihre Forschungsschwerpunkte sind Archäologie (funeräre Archäologie des Neuen Reiches und der Dritten Zwischenzeit), Religionswissenschaft und Kulturwissenschaft (Entwicklung und Umsetzung religiöser Vorstellungen und funeräre Literatur des III. und II. Jahrtausends) sowie Ikonographie und Epigraphie (Tempelikonographie). Sie ist Mitherausgeberin der Zeitschriften Archiv für Religionsgeschichte, Orbis Biblicus et Orientalis (Fribourg, Göttingen) und Zeitschrift für Ägyptische Sprache und Altertumskunde (Berlin). Susanne Bickel ist seit 2016 Vorstandsmitglied der Schweizerischen Akademie der Geistes- und Sozialwissenschaften und war Präsidentin der Schweizerischen Gesellschaft für Orientalische Altertumswissenschaft (2006–2012) und Vorstandsmitglied im Conseils scientifique et administratif de l’Institut français d’archéologie orientale (2008–2011).

## Schriften
- La cosmogonie égyptienne. Avant le nouvel empire (= Orbis biblicus et orientalis. Band 134). Edition Universitäre / Vandenhoeck & Ruprecht, Fribourg / Göttingen 1994, ISBN 3-525-53769-7 (zugleich Dissertation, Genf 1993).
- Untersuchungen im Totentempel des Merenptah in Theben 3: Tore und andere wiederverwendete Bauteile Amenophis' III. (= Beiträge zur ägyptischen Bauforschung und Altertumskunde. Band 16). Steiner, Stuttgart 1997, ISBN 3-515-06803-1.
- In ägyptischer Gesellschaft. Aegyptiaca der Sammlungen Bibel+Orient an der Universität Freiburg Schweiz. Academic Press, Fribourg 2004, ISBN 3-7278-1429-2.
- mit Jean-Luc Chappaz und Zeichnungen von Michel Jordan: La Porte d’Horemheb au Xe pylône de Karnak (= Travaux du Fonds pour l’Égyptologie de Genève. Band 1; = Cahiers de la Société d’Égyptologie de Genève. Band 13). Société d’Égyptologie, Genf 2015, ISBN 978-2-940011-17-9.
- mit Jean-Luc Chappaz: Le Spéos Artémidos (= Travaux du Fonds pour l’Égyptologie de Genève. Band 2; = Cahiers de la Société d’Égyptologie de Genève. Band 16). Société d’Égyptologie, Genf 2024, ISBN 978-2-940011-21-6.
- Frauen an Pharaos Hof. Die erweiterte Familie Amenhoteps III. als Lebens- und Kultgemeinschaft (= Adolf-Erman-Vorlesungen zur ägyptischen Sprache und Kulturgeschichte am Berliner Wörterbuch-Projekt. Band 2). de Gruyter, Berlin / Boston 2024, ISBN 978-3-11-134035-7.